# Kurt Zernig

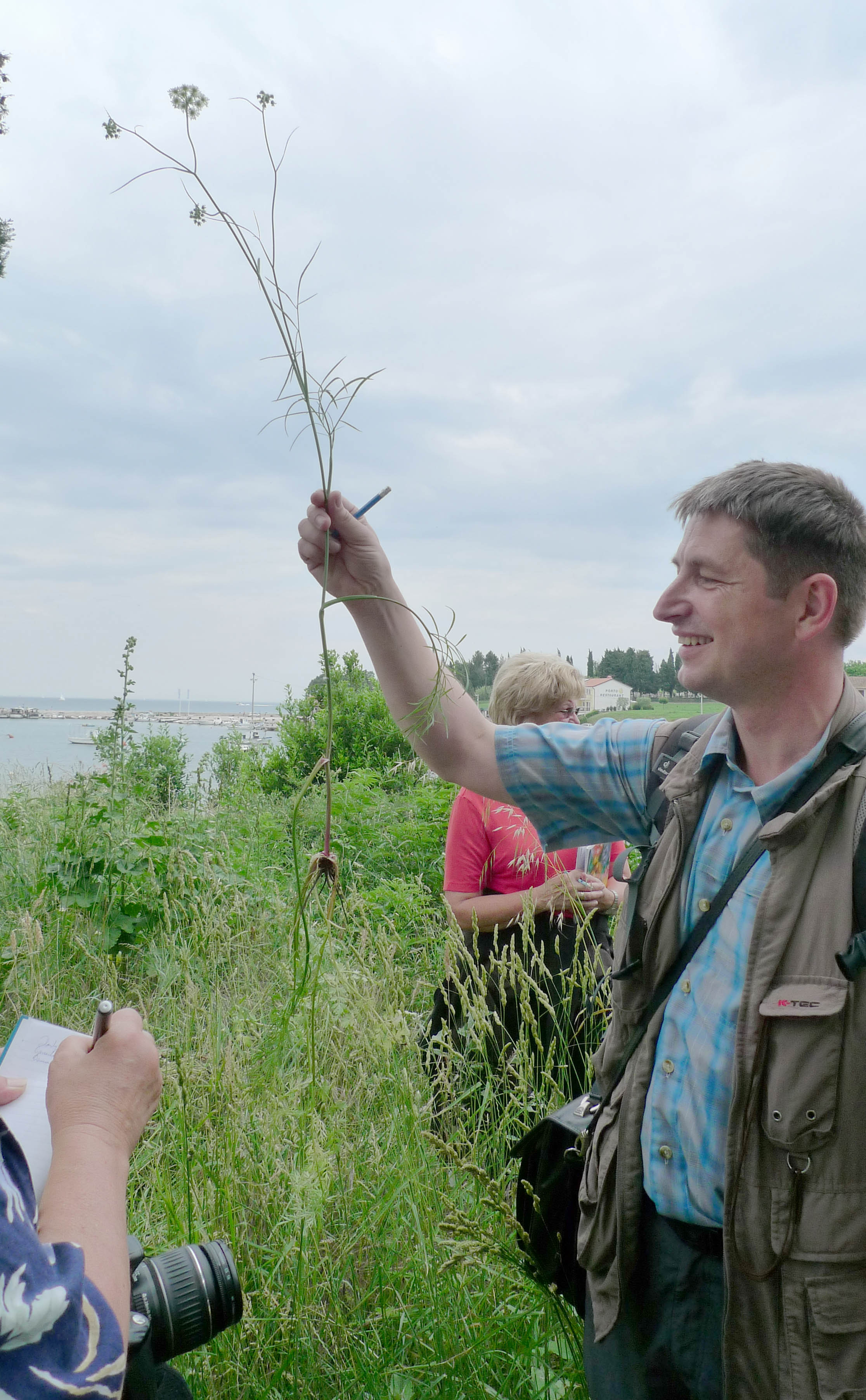
Kurt Zernig (2011)

Kurt Zernig (* 1967 in Kärnten) ist ein österreichischer Botaniker. Sein botanisches Autorenkürzel lautet „Zernig“. Er war langjähriger Vorsitzender der RosaLila PantherInnen.

## Leben
Nach dem Gymnasium in Sankt Paul im Lavanttal absolvierte Zernig ein Studium der Botanik an der Karl-Franzens-Universität Graz. 1993/94 Studienaufenthalt in Kolumbien. Seit 1997 ist er am Universalmuseum Joanneum tätig, derzeit als stellvertretender Leiter der Abteilung Biowissenschaften. Zu seinen Tätigkeiten zählt die wissenschaftliche Betreuung der Sammlungen von Farn- und Blütenpflanzen, Dokumentation und Forschung zur Flora der Steiermark, botanische Führungen im Gelände, sowie Konzept und Durchführung von Ausstellungen.
Bei der Konstituierung der „Rosaroten Panther“ am 7. November 1991 (heute RosaLila PantherInnen), den einzigen steirischen Verein der LGBT-Bewegung, war er der Gründungsvorsitzender und bis 2012 in führenden Funktionen aktiv. Zernig lebt in einer Eingetragenen Partnerschaft mit Thomas Ehrlich.

## Schriften (Auswahl)
- zusammen mit Günter Getzinger: Naturführer Graz und Graz-Umgebung. Leykam, Graz 1997. ISBN 3-7011-7363-X.
- zusammen mit Heinz Janisch: Bananenrot und himbeerblau. Die Geheimnisse der Früchte. Ein Lese- und Schaubuch. Landesmuseum Joanneum, Graz 1998. ISBN 3-85295-011-2 (illustriert von Luise Kloos)
- zusammen mit Karin Pirolt und Hans-Peter Weingand: Was wäre wenn? Eingetragene Partnerschaften von Lesben und Schwulen in Österreich. Vergleichende Darstellung der rechtlichen Instrumente für gleichgeschlechtliche Paare in Europa und eine Abschätzung der finanziellen Auswirkungen auf die öffentlichen Hände bei Einführung der eingetragenen Partnerschaft nach dänischem Muster in Österreich (= Edition Regenbogen, Band 1). RosaLila PantherInnen, Schwul-lesbische AG Steiermark, Graz 2000. ISBN 3-902080-00-0. (i. A. des Ludwig-Boltzmann-Institutes zur Analyse wirtschaftspolitischer Aktivitäten).
- zusammen mit Regina Novak: Schachtelhalm & Löwenzahn. Vom Herbarisieren und Fokussieren. Landesmuseum Joanneum, Graz 2003.

## Auszeichnungen
- 2023: Goldenes Ehrenzeichen des Landes Steiermark[3]

## Nachweise
1. ↑  Studienzentrum Naturkunde am Joanneum (Memento des Originals vom 4. März 2014 im Internet Archive)  Info: Der Archivlink wurde automatisch eingesetzt und noch nicht geprüft. Bitte prüfe Original- und Archivlink gemäß Anleitung und entferne dann diesen Hinweis., Kurzbiographie Kurt Zernig, abgerufen am 27. Februar 2014;
2. ↑  Kleine Zeitung: Der Herr über das Ballparadies (Memento vom 8. März 2014 im Internet Archive), 25. Februar 2012, abgerufen am 27. Februar 2014; Datenbankeinträgim ZVR zur ZVR-Zahl 594705114
3. ↑  Landeshauptmann Christopher Drexler überreichte Goldene Ehrenzeichen. In: steiermark.at. 2. Mai 2023, abgerufen am 2. Mai 2023.

| Personendaten    | Personendaten                                |
| ---------------- | -------------------------------------------- |
| NAME             | Zernig, Kurt                                 |
| KURZBESCHREIBUNG | österreichischer Botaniker und LGBT-Aktivist |
| GEBURTSDATUM     | 1967                                         |
| GEBURTSORT       | Kärnten                                      |